# A Storm of Light

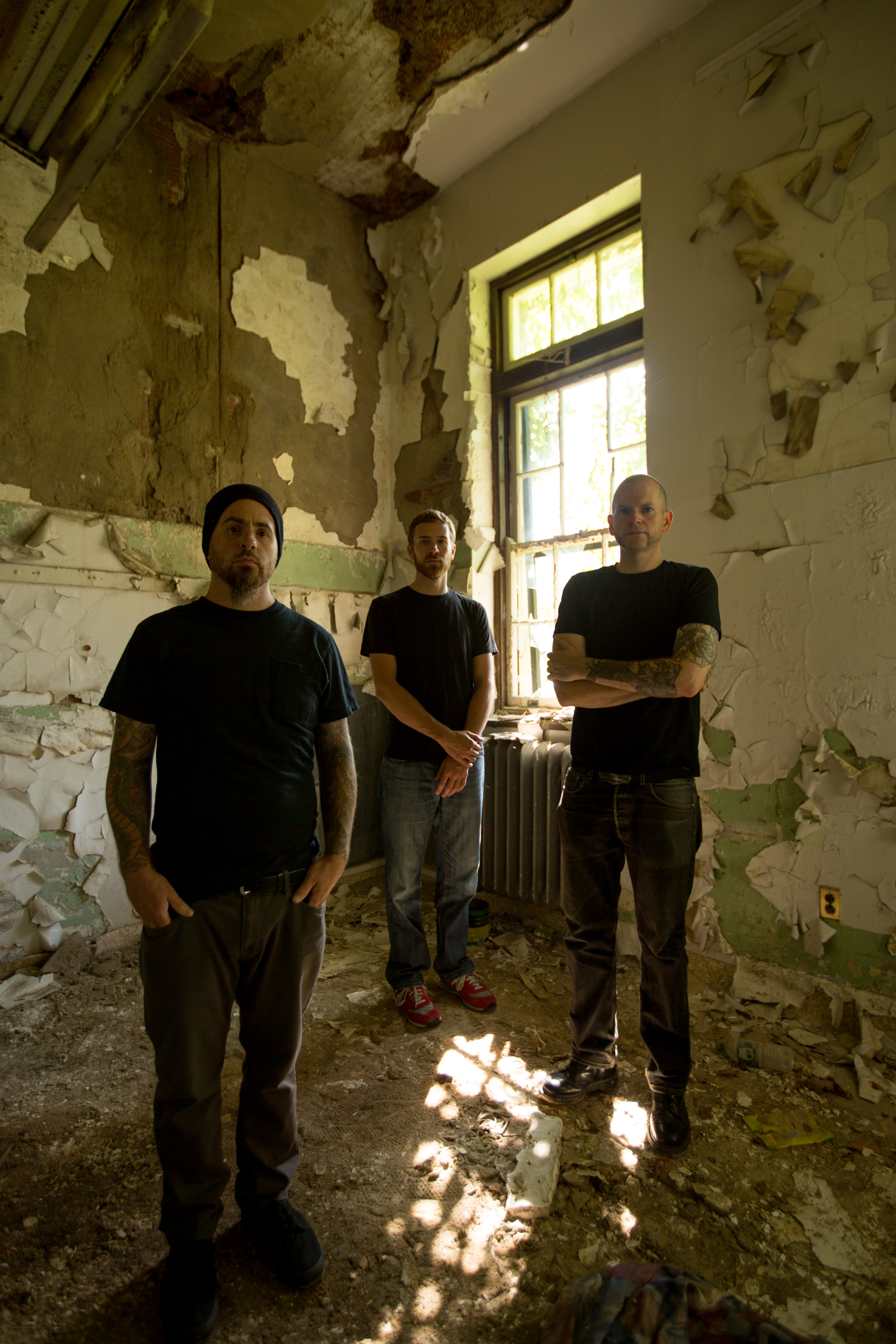
A Storm of Light en 2013.

A Storm of Light est un groupe de musique américain formé à New York par Josh Graham, auteur de visuels et de clips pour Neurosis ainsi que guitariste de A Battle of Mice, Blood and Time et Red Sparowes.
Le groupe a joué à plusieurs occasions en première partie de Neurosis en 2007 et 2008.

## Membres actuels
- Josh Graham - voix, guitare, claviers (A Battle of Mice, Blood and Time, Red Sparowes)
- Domenic Seita - voix, basse (Asea, Speedloader)
- Billy Graves – batterie, percussions

## Ancien membres
- Pete Angevice – batterie, perscussions
- Pete Angevine - batterie, percussions (Satanized)
- Vinny Signorelli - batterie, percussions (Unsane, Swans)

## Liens
- Site officiel
- Page myspace
- Page myspace de Josh Graham